# Каллеталь
Каллеталь (нім. Kalletal) — громада в Німеччині, знаходиться в землі Північний Рейн-Вестфалія. Підпорядковується адміністративному округу Детмольд. Входить до складу району Ліппе.
Площа — 112,43 км2. Населення становить 13 385 ос. (станом на 31 грудня 2020).